# پایگاه هوایی تاسزار
پایگاه هوایی تاسزار (به انگلیسی: Taszár Air Base) یک فرودگاه نظامی است که یک باند فرود بتن دارد و طول باند آن ۲۵۰۰ متر است. این فرودگاه در کشور مجارستان قرار دارد و در ارتفاع ۱۵۶ متری از سطح دریا واقع شده است.